# Нортфілд (Вермонт)
Нортфілд (англ. Northfield) — місто (англ. town) в США, в окрузі Вашингтон штату Вермонт. Населення — 5918 осіб (2020).

## Демографія
Згідно з переписом 2010 року, у місті мешкало 6207 осіб у 1906 домогосподарствах у складі 1186 родин. Було 2101 помешкання
Расовий склад населення:
| - 94,5 % — білих - 1,3 % — чорних або афроамериканців - 1,0 % — азіатів - 0,3 % — корінних американців |

До двох чи більше рас належало 2,4 %. Частка іспаномовних становила 2,7 % від усіх жителів.
За віковим діапазоном населення розподілялося таким чином: 15,0 % — особи молодші 18 років, 73,9 % — особи у віці 18—64 років, 11,1 % — особи у віці 65 років та старші. Медіана віку мешканця становила 26,1 року. На 100 осіб жіночої статі у місті припадало 125,2 чоловіків;  на 100 жінок у віці від 18 років та старших — 131,4 чоловіків також старших 18 років.
Середній дохід на одне домашнє господарство  становив 76 745 доларів США (медіана — 67 750), а середній дохід на одну сім'ю — 89 941 долар (медіана — 86 719). Медіана доходів становила 50 232 долари для чоловіків та 43 667 доларів для жінок. За межею бідності перебувало 6,9 % осіб, у тому числі 4,1 % дітей у віці до 18 років та 3,0 % осіб у віці 65 років та старших.
Цивільне працевлаштоване населення становило 3211 осіб. Основні галузі зайнятості: освіта, охорона здоров'я та соціальна допомога — 28,7 %, роздрібна торгівля — 12,5 %, мистецтво, розваги та відпочинок — 9,0 %, виробництво — 8,5 %.